# Kowalewko (gromada 1954–1959)
Kowalewko – dawna gromada, czyli najmniejsza jednostka podziału terytorialnego Polskiej Rzeczypospolitej Ludowej w latach 1954–1972.
Gromady, z gromadzkimi radami narodowymi (GRN) jako organami władzy najniższego stopnia na wsi, funkcjonowały od reformy reorganizującej administrację wiejską przeprowadzonej jesienią 1954 do momentu ich zniesienia z dniem 1 stycznia 1973, tym samym wypierając organizację gminną w latach 1954–1972.
Gromadę Kowalewko z siedzibą GRN w Kowalewku utworzono – jako jedną z 8759 gromad na obszarze Polski – w powiecie mławskim w woj. warszawskim, na mocy uchwały nr VI/10/8/54 WRN w Warszawie z dnia 5 października 1954. W skład jednostki weszły obszary dotychczasowych gromad Doziny, Kowalewko i Kowalewo ze zniesionej gminy Dąbrowa w tymże powiecie. Dla gromady ustalono 14 członków gromadzkiej rady narodowej.
31 grudnia 1959 z gromady Kowalewko wyłączono wieś Doziny, włączając ją do gromady Bogurzyn w tymże powiecie, po czym gromadę Kowalewko zniesiono a jej (pozostały) obszar włączono do gromady Dąbrowa tamże.
Uwaga: Gromada Kowalewko (o innym składzie) istniała w powiecie mławskim także w latach 1961–1972.